# Буркацкая, Галина Евгеньевна
Галина Евгеньевна Буркацкая (укр. Галина Євгеніївна Буркацька; 1916—2006) — деятель колхозного движения, председатель колхоза «Радянська Украина» Черкасского района Черкасской области УССР. Дважды Герой Социалистического Труда (1951, 1958). Член Президиума Верховного Совета СССР 5-го созыва, член Центральной ревизионной комиссии КПСС (1961—1966).

## Биография
Родилась 4 (17) февраля 1916 года в селе Геронимовка, ныне Черкасского района Черкасской области УССР.
Окончила Харьковский коммунистический университет им. Артёма (1938), Украинскую сельскохозяйственную академию (1956).
В 1941—1944 годах — колхозница колхоза «Серп и молот» Первомайского района Саратовской области. С 1944 года — колхозница в колхозе «Радянська Украина».
Буркацкая Г. Е. — кандидат экономических наук (1967), с 1968 года — старший преподаватель кафедры организации труда в сельскохозяйственной академии (Киев).
Член КПСС с 1946 года. Делегат XIX—XXII съездов КПСС. На XXII съезде КПСС избрана членом Центральной ревизионной комиссии. Депутат Верховного Совета СССР 3—6-го созывов.
Была членом редколлегии журнала «Крестьянка».
Умерла 13 марта 2006 года.

## Награды
- Дважды Герой Социалистического Труда:
  - 18.05.1951 — за высокие урожаи пшеницы,
  - 26.02.1958 — за успехи в развитии сельского хозяйства.
- Награждена 2 орденами Ленина, орденом Трудового Красного Знамени и медалями. Также награждена орденом княгини Ольги II (2006)[3] и III степеней (2001)[4]

## Память
- На родине Буркацкой Г. Е. установлен бронзовый бюст.[5]
- О Галине Евгеньевне была создана песня.[2]
- Буркацкой написаны книги:
  - «Як ми виконуємо головне завдання в сільському господарстві». К., 1953;
  - «По пути крутого подъёма хозяйства». М., 1964;
  - «Совершенствование системы ведения хозяйства». К., 1967.
- 10 сентября 2008 года состоялось открытие мемориальной доски на доме в селе Геронимовка, где жила Баркацкая Г. Е.[6]